# 维茨莱本
维茨莱本（德語：Witzleben）是德国图林根州的市镇，隶属于伊尔姆县。总面积为22.61平方千米，截至2023年12月31日总人口为622人。

## 友好城市
- 法國 讷耶-蓬皮埃尔